# La Venta

La Venta e altri siti nelle terre degli Olmechi

La Venta è un sito archeologico pre-colombiano della civiltà degli Olmechi, situato nello stato messicano del Tabasco.
Le prime visite e ispezioni presso il sito archeologico vennero svolte da Frans Blom e Oliver La Farge, che compilarono una prima accurata descrizione del sito durante la loro visita nel 1925, finanziata dalla Università Tulane. Matthew Stirling fece iniziare gli scavi a La Venta tra il 1941 e il 1943, con diverse altre visite e scavi successivi negli anni sessanta. Rebecca Gonzalez-Lauck condusse una squadra della INAH (Instituto Nacional de Antropología y Historia) per effettuare degli scavi negli anni ottanta.

## Storia
Non più tardi del 1200 a.C., San Lorenzo Tenochtitlán si era affermata come il centro più importante della cultura degli Olmechi. La Venta, pur essendo già popolata, non raggiunse il proprio apice di importanza fino al 900 a.C., quando San Lorenzo cominciò a perdere il proprio prestigio. Dopo 500 anni La Venta venne abbandonata quasi completamente all'inizio del 400 a.C.
Situata su una isola in una palude presso la riva dell'allora fluente Río Palma, La Venta estendeva la propria influenza nelle regioni comprese tra i fiumi Mezcalapa e Coatzacoalcos. La maggior parte del sito è un complesso costruito in argilla. La zona urbana copriva probabilmente un'area pari a 2 km².
A differenza delle città delle civiltà Maya o Azteche, La Venta venne costruita con l'uso dell'argilla poiché nella zona non era presente la quantità di pietre necessaria alla costruzione di abitazioni e templi. Le pietre di basalto venivano importate dalla Sierra de los Tuxtlas, e venivano utilizzate quasi esclusivamente per la costruzione di monumenti, teste colossali, "altari" (troni), e stele. Per esempio le colonne di basalto che circondano il Complesso A vennero costruite con la pietra estratta da Punta Roca Partida, a nord del vulcano San Andres presso la costa del golfo del Messico.
Ad oggi il limite meridionale del sito è coperto da una raffineria di petrolio ed è stato in gran parte distrutto, rendendo difficili i lavori di scavo. Molti dei monumenti del sito sono stati messi in mostra nel museo locale e nel parco della città di Villahermosa.

## Caratteristiche e monumenti

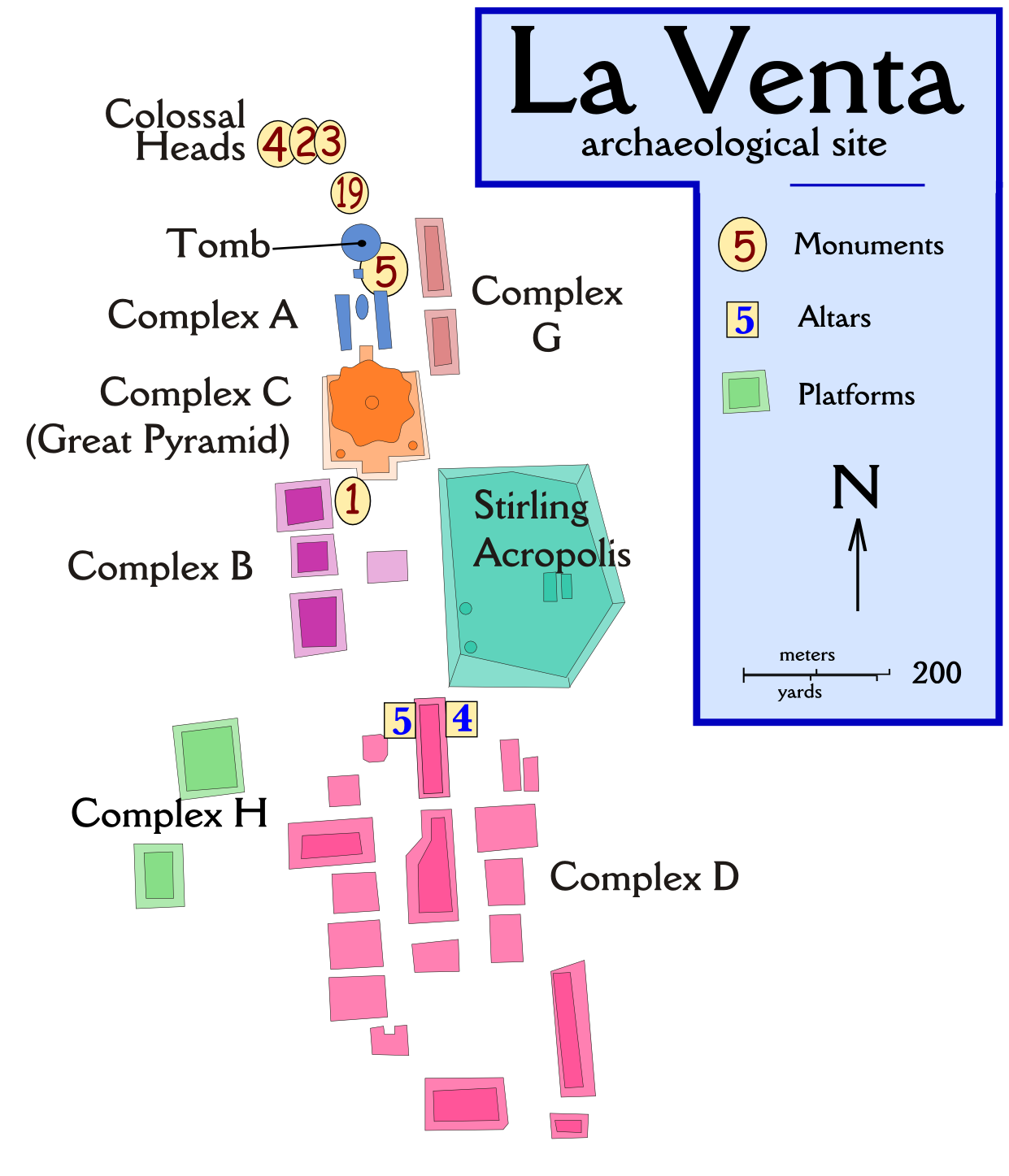
Piano archeologico di La Venta

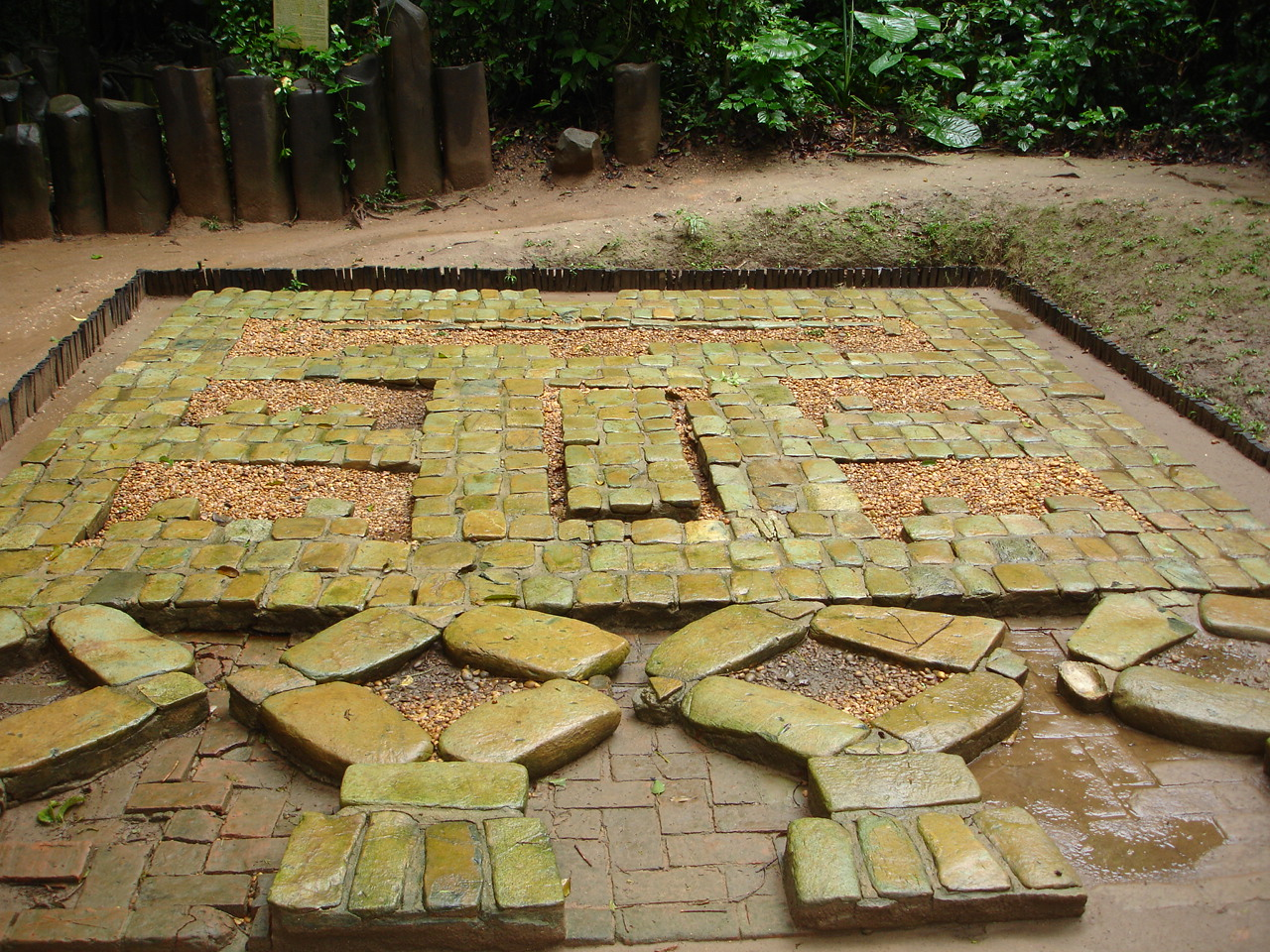
Uno dei tre mosaici (o pavimenti) costruiti in serpentino

La Venta era un centro cerimoniale. Il sito ospita il Complesso A, la Grande Piramide e la grande plaza.
La Venta possiede una serie di tombe e sculture monumentali. Questi monumenti, stele e "altari" sono stati distribuiti equamente tra i monticelli e le piattaforme. I monticelli e le piattaforme sono state costruite con la sabbia e la l'argilla. Si pensa che molte delle piattaforme fossero sormontate da strutture in legno, erose con il passare del tempo.

### Grande Piramide
La Grande Piramide, una delle più antiche piramidi costruite in mesoamerica, è alta 33 metri e contiene una quantità di terra riempitiva pari a 100.000 metri cubi. La forma conica della piramide fece pensare in passato che il monumento fosse ispirato ai vulcani circostanti, ma Rebecca Gonzalez-Lauck ha in seguito dimostrato che la conicità della piramide è dovuta all'erosione progressiva avvenuta in 2500 anni. La piramide stessa non è mai stata riportata alla luce, ma tramite un magnetometro è stata scoperta una anomalia nel lato sud della costruzione nel 1967.

### Complesso A
Il Complesso A è formato da un gruppo di monticelli e plaza situati a nord della Grande Piramide. Circondato da una serie di colonne di basalto fu eretto in quattro fasi in oltre quattro secoli. Sotto i monticelli e le piazzette sono stati rinvenuti molti oggetti costruiti in giada, specchi in ferro grezzo, e "grandi offerte" in blocchi di serpentino. La "grande offerta" numero 3 contiene circa 50 tonnellate di blocchi di serpentino accuratamente rifiniti, coperti da 4000 tonnellate di argilla riempitiva.
Sono stati rinvenuti 3 mosaici rettangolari (conosciuti come "Marciapiedi"), ognuno di essi delle dimensioni di 4,5 metri × 6 metri e costituiti da circa 485 blocchi di serpentino. Questi blocchi erano stati sistemati orizzontalmente per formare un motivo interpretato come il Dragone Olmeco, una maschera di giaguaro, un cosmogramma, o una mappa simbolica di La Venta e zone circostanti. Poco dopo la rifinitura questi "marciapiedi" vennero coperti con argilla colorata e molta terra, in quanto non dovevano essere esposti alla vista.
Nel Complesso A sono state rinvenute cinque tombe, una provvista di sarcofago che mostra un intaglio rappresentante un mostro della terra. Diehl spiega che queste tombe "sono talmente complesse e integrate nell'architettura che sembra chiaro che il Complesso A era una zona mortuaria dedicata agli spiriti dei governatori defunti".
Il Monumento 19 rappresenta il primo manufatto esistente in mesoamerica che rappresenta il serpente piumato.

### Complesso B
A sud della Grande Piramide si trova il Complesso B. Mentre il Complesso A era adibito e ristretto ai nobili, la piazza del complesso B venne costruita appositamente per raduni pubblici. Nel complesso si trova anche l'acropoli di Stirling. La piazza è lunga oltre 400 metri e larga oltre 100, e presenta una piccola piattaforma al suo centro.
Questa disposizione ha condotto diversi ricercatori a pensare che le piattaforme che circondano la piazza svolgevano il compito di palcoscenico dove si portavano a termine commedie rituali. Questi rituali erano probabilmente collegati agli "altari", monumenti e le steli che circondano la piazza.

### Teste colossali

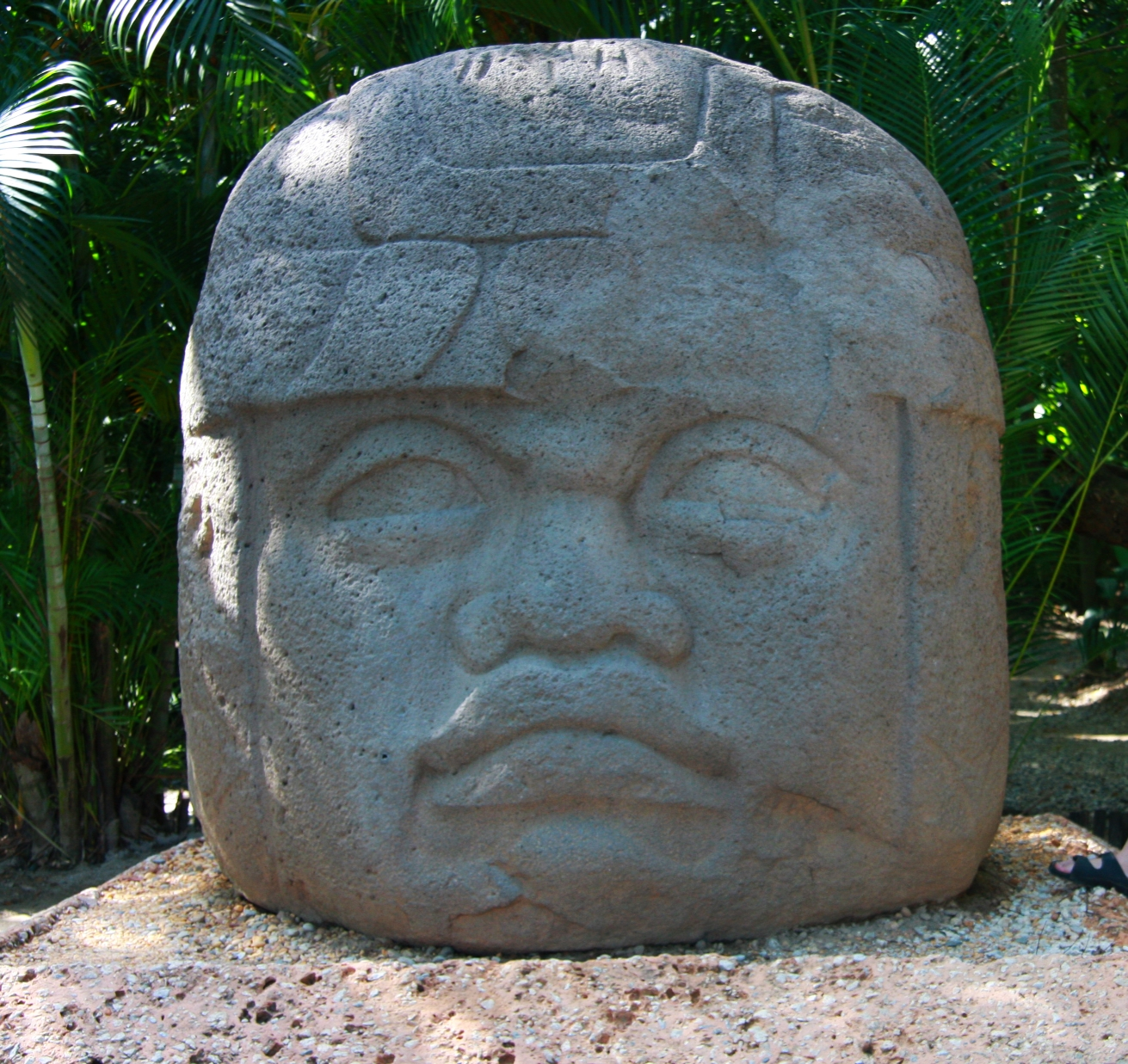
Testa di pietra di La Venta conosciuta come Monumento 1

Nei territori olmechi sono state ritrovate 17 teste di pietra, e quattro di esse erano situate a La Venta. Ufficialmente, le quattro teste sono state chiamate Monumento 1, 2, 3 e 4.
Tre delle teste — i Monumenti 2, 3 e 4 — sono state trovate a 150 metri di distanza verso nord dal Complesso A. Le teste erano originalmente disposte in una riga leggermente irregolare, e si affacciavano verso nord. Il Monumento 1 si trovava a pochi metri verso sud della Grande Piramide.
Le teste di La Venta vennero create intorno al 700 a.C., o possibilmente anche prima, nell'850 a.C., mentre le teste rinvenute a San Lorenzo Tenochtitlán vennero costruite in un periodo precedente. Le teste sono alte fino a quasi tre metri e pesano alcune tonnellate. La fonte di basalto da cui gli olmechi ricavarono il materiale per la costruzione delle teste si trovava a Cerro Cintepec, nelle montagne di Tuxtla a 80 km di distanza.

### Altari
Diversi "altari" di basalto sono stati rinvenuti nel sito, i più importanti dei quali sono l'Altare 4 e l'Altare 5.  Questi altari, alti due metri ciascuno e larghi quattro, mostrano una elaborata figura scolpita al loro centro.
La figura dell'Altare 4 è seduta in quel che sembra essere una cava o la bocca di una creatura fantastica, che tiene una corda avvolta attorno alla base dell'altare alla sua destra e sinistra. Sul lato sinistro, la corda è collegata a una figura in bassorilievo. Il lato destro è stato eroso.
Tra i ricercatori vi è il consenso sul fatto che gli "altari" fossero troni su cui i governatori olmechi si sedevano durante i rituali e le cerimonie. Molti archeologi pensano che la figura al centro rappresenti un governatore che sta contattando i suoi antenati (le figure sul lato destro e sinistro). Alcuni pensano che entrambe le figure a lato siano dei prigionieri.
L'Altare 5 si affaccia all'Altare 4 attraverso la Struttura D-8 (uno dei monticelli di La Venta, ciò che rimane delle piattaforme). L'Altare 5 è simile all'Altare 4, e la figura centrale rappresenta un bambino-giaguaro. Il lato sinistro mostra dei bassorilievi rappresentanti degli umani che tengono in braccio dei bambini-giaguari. Il lato destro è stato eroso o distrutto come nell'Altare 4.
Gli Altari 2 e 3 sono simili ai precedenti, seppur più rozzi e meno sofisticati.

## Società
Si conosce poco riguardo alla struttura sociale di La Venta. Si crede che principalmente il sito fosse popolato da una classe nobile di persone, una classe di artigiani, e un gran numero di lavoratori e contadini.
Secondo alcune stime, La Venta poteva ospitare almeno 18.000 persone durante il suo periodo più florido.

## Galleria d'immagini

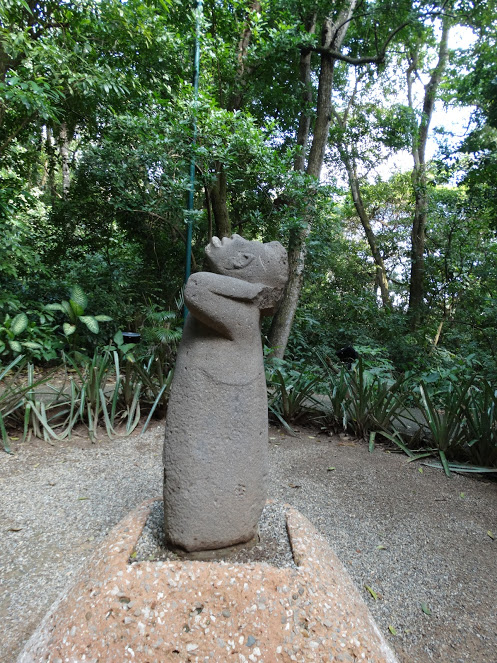
Una scimmia che fissa il cielo
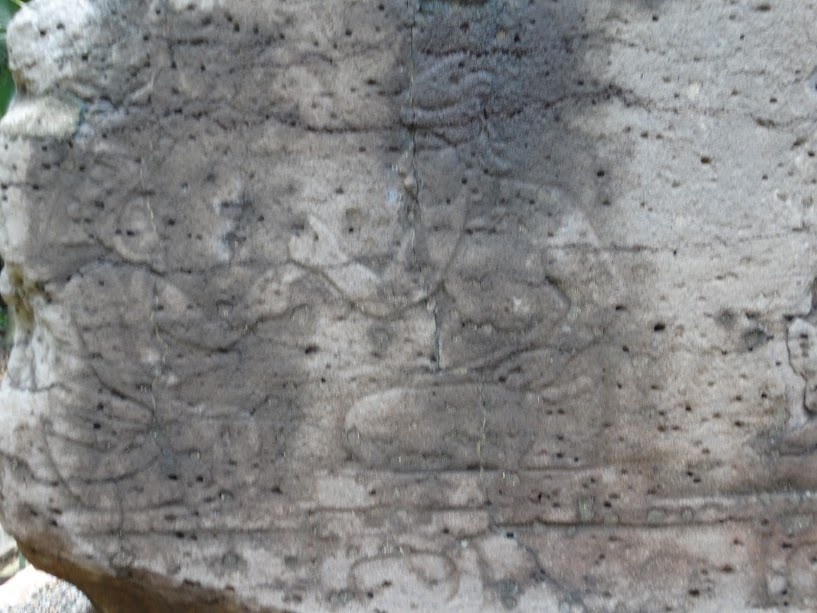
Giovane divinità
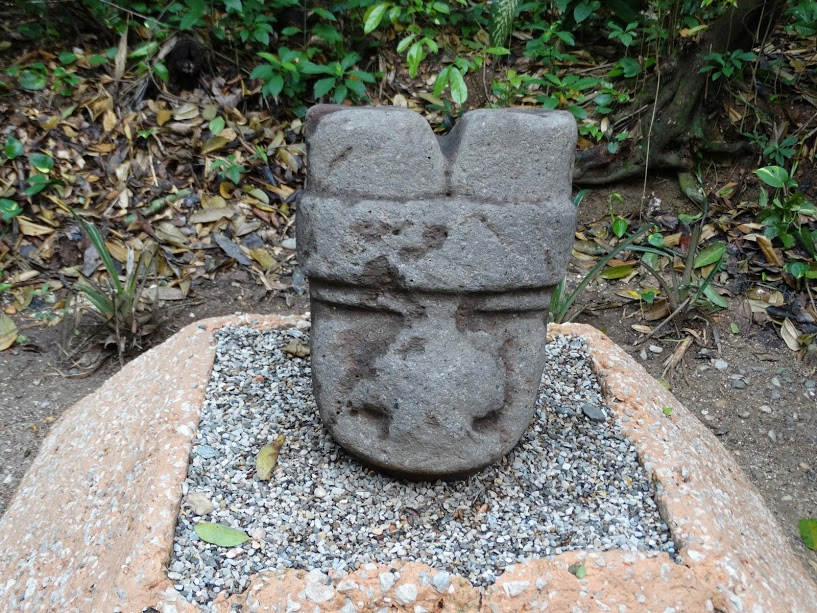
Testa sparsa
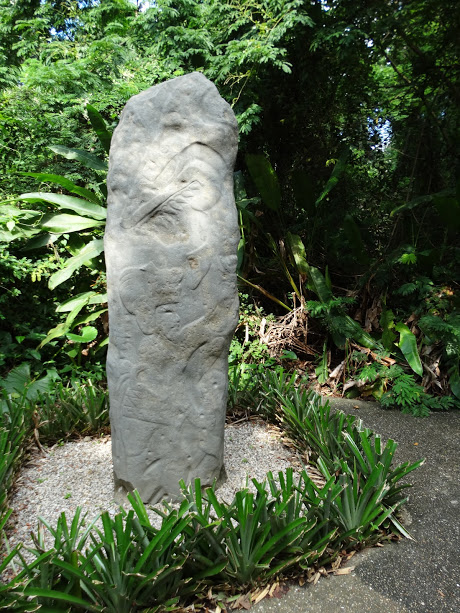
Persona con uno standard
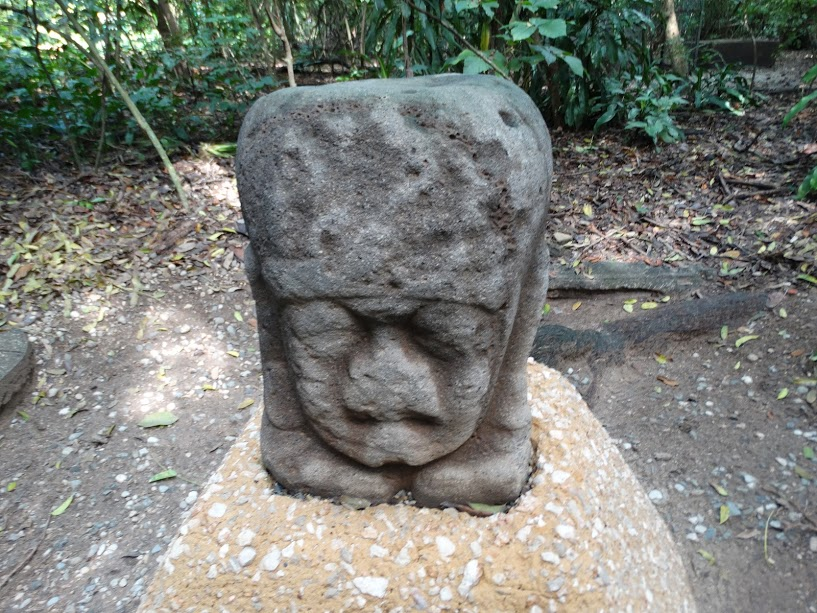
acrobata
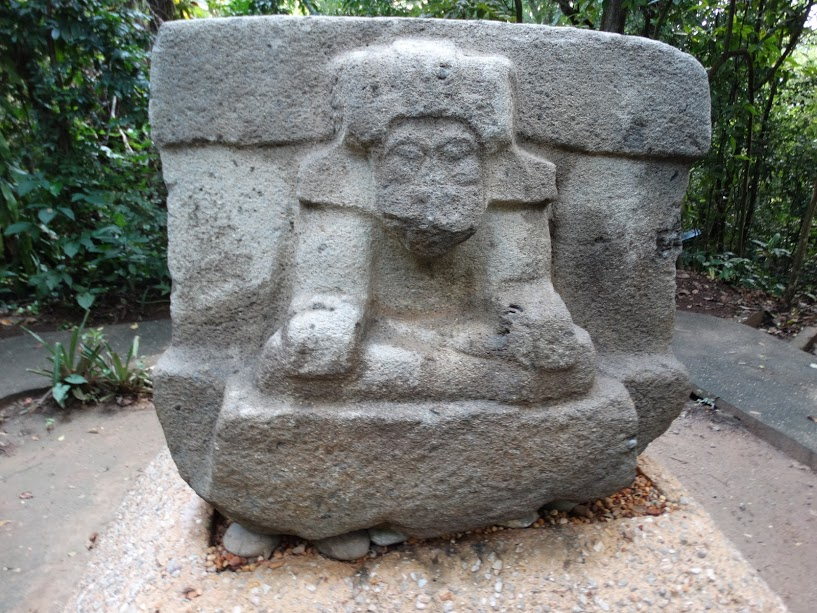
Monumento incompiuto
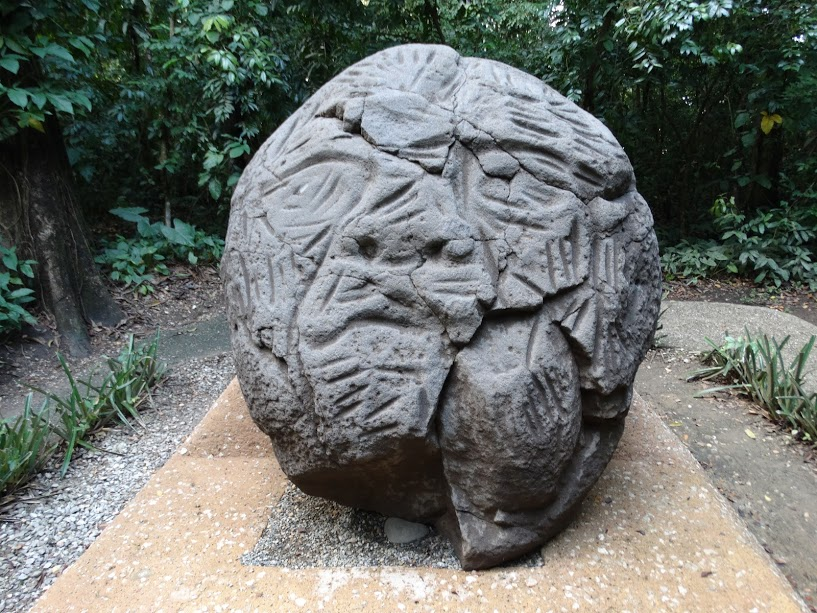
Giaguaro umanoide
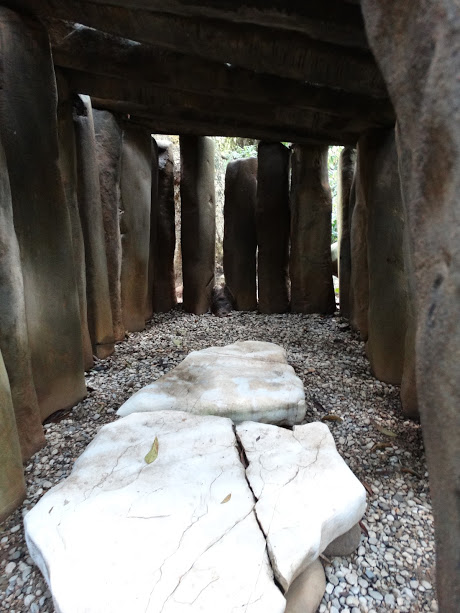
Tomba con un colonnato di basalto